# Xã Proviso, Quận Cook, Illinois
Xã Proviso (tiếng Anh: Proviso Township) là một xã thuộc quận Cook, tiểu bang Illinois, Hoa Kỳ. Năm 2010, dân số của xã này là 151.704 người.